# 3 december
3 december är den 337:e dagen på året i den gregorianska kalendern (338:e under skottår). Det återstår 28 dagar av året.

## Återkommande bemärkelsedagar

### FN-dagar
- Internationella funktionshinderdagen

## Namnsdagar

### I den svenska almanackan
- Nuvarande – Lydia och Cornelia
- Föregående i bokstavsordning
  - Carola – Namnet infördes 1986 på 20 maj, men flyttades 1993 till dagens datum och återfördes 2001 till 20 maj.
  - Cornelia – Namnet infördes 1986 på 16 september, flyttades 1993 till 22 november och utgick 2001, men återinfördes 2022 på dagens datum.
  - Linda – Namnet infördes på dagens datum 1986, men flyttades 1993 till 20 juni, där det har funnits sedan dess.
  - Love – Namnet infördes på dagens datum 1986, men flyttades 1993 till 26 november och 2001 till 2 oktober.
  - Lydia – Namnet infördes på dagens datum 1901 och har funnits där sedan dess.
  - Zefanias – Namnet fanns, till minne av Sefanja en av Gamla testamentets profeter i Sefanjas bok, på dagens datum före 1901, då det utgick.
- Föregående i kronologisk ordning
  - Före 1901 – Zefanias
  - 1901–1985 – Lydia
  - 1986–1992 – Lydia, Linda och Love
  - 1993–2000 – Lydia och Carola
  - 2001–2021 – Lydia
  - Från 2022 – Lydia och Cornelia
- Källor
  - Brylla, Eva (red.). Namnlängdsboken. Gjøvik: Norstedts ordbok, 2000 ISBN 91-7227-204-X
  - af Klintberg, Bengt. Namnen i almanackan. Gjøvik: Norstedts ordbok, 2001 ISBN 91-7227-292-9

### Finlandssvenska almanackan
- Nuvarande från 1929[1] – Urda
- I föregående revideringar[a][2]
  - inga ändringar sedan 1929

## Händelser
- 1818 – Illinois blir den 21:a delstaten i USA.[3]
- 1839 – Vid Fredrik VI:s död efterträds han som kung av Danmark av sin kusin Kristian VIII.
- 1890 – Upsala Nya Tidning utges för första gången.
- 1911 – Första barn- och ungdomsbiblioteket öppnas i Stockholm.
- 1965 – The Beatles ger ut Rubber Soul.
- 1967 – Christiaan Barnard genomför första hjärttransplantationen.
- 1973 – Pioneer 10 når planeten Jupiter.
- 1984 – 45 ton metylisocyanat från Union Carbides fabrik i Bhopal, Indien, dödar nästan 4 000 människor och skadar över 150 000. Det blir känt som Bhopalkatastrofen.
- 1991 – Boutros Boutros-Ghali väljs till Förenta nationernas generalsekreterare.
- 1996 – Bomb på pendeltåg i Paris.
- 1998 – Anja Pärson, Sverige tar sin första världscupseger i slalom i Mammoth Mountain i USA.
- 1999 – Orkanen Carola drar in över södra Sverige.
- 2006 – André Myhrer tar sin första världscupseger, i slalom i Beaver Creek i USA.
- 2008 – BBC lanserar sina nya kommersiella kanaler BBC HD, BBC Entertainment, BBC Lifestyle och BBC Knowledge i Sverige.
- 2014 – Den svenska regeringens budgetproposition fälls i riksdagen och leder till en regeringskris.

## Födda
- 1368 – Karl VI, kung av Frankrike
- 1573 – Willem de Besche, vallonsk-svensk byggherre och bruksägare
- 1684
  - Ture Gabriel Bielke, svensk krigare och statsman
  - Ludvig Holberg, norsk-dansk författare
- 1690 – Ernst Johann von Biron, tyskfödd rysk förmyndarregent under Ivan VI:s minderårighet
- 1729 – Antonio Soler, spansk kompositör
- 1753 – Samuel Crompton, brittisk uppfinnare
- 1755 – Gilbert Stuart, amerikansk konstnär
- 1798 – Alfred Iverson, amerikansk demokratisk politiker, senator (Georgia)
- 1800 – France Prešeren, slovensk författare
- 1804 – Alexander Reuterskiöld, svensk arméofficer, Sveriges krigsminister
- 1816 – Christian Anders Sundin, svensk sjömilitär och riksdagspolitiker
- 1826 – George B. McClellan, amerikansk militär och politiker, guvernör (New Jersey)
- 1830 – Frederic Leighton, brittisk målare och skulptör
- 1857 – Joseph Conrad, polsk-brittisk författare
- 1858 – Ida Aalberg, finländsk skådespelare
- 1879 – Joel Rundt, finländsk författare och folkbildare
- 1880 – Fedor von Bock, tysk generalfältmarskalk
- 1881 – John Landquist, svensk litteraturkritiker
- 1883 – Anton Webern, österrikisk kompositör
- 1884 – Richard C. Hunter, amerikansk demokratisk politiker, senator (Nebraska)
- 1886 – Manne Siegbahn, svensk fysiker, mottagare av Nobelpriset i fysik 1924
- 1887 – Einar Söderbäck, svensk skådespelare
- 1895 – Anna Freud, österrikisk-brittisk psykoanalytiker
- 1899 – Hayato Ikeda, japansk politiker, premiärminister
- 1900 – Richard Kuhn, österrikisk-tysk biokemist, mottagare av Nobelpriset i kemi 1938
- 1907 – Bror Marklund, svensk skulptör
- 1908 – Anna Sten, rysk-amerikansk skådespelare
- 1911 – Nino Rota, italiensk filmmusikkompositör
- 1921 – Lillebil Kjellén, svensk skådespelare
- 1922
  - Sven Nykvist, svensk filmfotograf
  - Siv Thulin, svensk skådespelare
- 1923 – Wolfgang Neuss, varietéartist, skådespelare
- 1924 – Ralph Regula, amerikansk republikansk politiker, kongressledamot
- 1925 – Kim Dae-jung, sydkoreansk politiker, president, mottagare av Nobels fredspris 2000
- 1927 – Andy Williams, amerikansk sångare och underhållningsartist
- 1930 – Jean-Luc Godard, fransk filmregissör
- 1932 – Corry Brokken, nederländsk sångare och skådespelare
- 1933 – Paul J. Crutzen, nederländsk ingenjör, meteorolog och kemist, mottagare av Nobelpriset i kemi 1995
- 1935 – Eddie Bernice Johnson, amerikansk demokratisk politiker, kongressledamot
- 1942
  - Alice Schwarzer, tysk journalist
  - Astrid Strüwer, svensk dansare och balettpedagog
- 1947 – Tommy Tabermann, finländsk diktare
- 1948 – Ozzy Osbourne, brittisk-amerikansk rocksångare
- 1949 – John Akii-Bua, ugandisk friidrottare
- 1950 – Stina Lundberg (född Dabrowski), svensk tv-journalist och programledare
- 1958 – Jim Renacci, amerikansk republikansk politiker, kongressledamot
- 1960
  - Daryl Hannah, amerikansk skådespelare
  - Julianne Moore, amerikansk skådespelare
- 1962 – Richard Bacon, brittisk parlamentsledamot för de konservativa
- 1964 – Torbjörn Eriksson, svensk musiker, medlem i Larz-Kristerz
- 1965 – Katarina Witt, tysk konståkare
- 1968 – Brendan Fraser, kanadensisk-amerikansk skådespelare
- 1969 – Thomas Forstner, österrikisk sångare
- 1971 – Ola Rapace, svensk skådespelare
- 1973 – Holly Marie Combs, amerikansk skådespelare
- 1979
  - Daniel Bedingfield, nyzeeländsk musiker
  - Tiffany Haddish, amerikansk komiker
- 1980
  - Jimmie Strimell, svensk musiker
  - Samuel Rizal, indonesisk skådespelare
- 1981 – David Villa, spansk fotbollsspelare
- 1985 – Amanda Seyfried, amerikansk skådespelare
- 1987
  - Michael Angarano, amerikansk skådespelare
  - Soran Ismail, svensk komiker
- 1994 – Jake T. Austin, amerikansk skådespelare
- 1995 – Julius Honka, finländsk ishockeyspelare

## Avlidna
- 311 – Diocletianus, romersk kejsare
- 1154 – Anastasius IV, påve
- 1469 – Piero di Cosimo de' Medici, italiensk furste
- 1533 – Vasilij III, rysk tsar
- 1592 – Alessandro Farnese, hertig av Parma och Piacenza, fältherre, guvernör
- 1823 – Giovanni Belzoni, italiensk arkeolog
- 1839 – Fredrik VI, kung av Danmark och av Norge
- 1854 – Johann Peter Eckermann, tysk författare
- 1863 – John Wales, amerikansk politiker, senator (Delaware)
- 1888 – Carl Zeiss, tysk finmekaniker och optiker
- 1894 – Robert Louis Stevenson, skotsk författare av bland annat Skattkammarön
- 1919 – Pierre-Auguste Renoir, fransk målare och skulptör
- 1941 – Christian Sinding, norsk kompositör
- 1942 – Wilhelm Peterson-Berger, svensk tonsättare och musikskriftställare
- 1943 – Augusta Lindberg, 77, svensk skådespelare
- 1944 – Andreas av Grekland och Danmark, 62, grekisk prins
- 1954 – Helge Karlsson, 70, svensk skådespelare och teaterledare
- 1956 – Halvor Floden, 72, norsk barnboksförfattare
- 1972 – Calle Flygare, 65, svensk skådespelare, regissör och ledare för teaterskola
- 1973 – Mona Geijer-Falkner, 86, svensk skådespelare
- 1986 – Bengt Berger, 64, svensk skådespelare
- 1991 – Arthur Fischer, 94, svensk skådespelare, författare, skulptör, akvarellist och tecknare
- 1993 – Judit Holmgren, 78, svensk skådespelare
- 1996 – Babrak Karmal, 67, afghansk politiker, Afghanistans president
- 1999
  - Madeline Kahn, 57, amerikansk skådespelare
  - Scatman John, 57, amerikansk sångare
- 2002 – Glenn Quinn, 32, irländsk skådespelare
- 2003
  - David Hemmings, 62, brittisk skådespelare
  - Gunnel Beckman, 93, svensk författare
- 2004 – Anders Thunborg, 70, svensk socialdemokratisk politiker, försvarsminister och FN-ambassadör
- 2009 – Richard Todd, 90, irländskfödd brittisk skådespelare
- 2012
  - Tommy Berggren, 62, svensk fotbollsspelare
  - Fjodor Chitruk, 95, rysk animatör
- 2014
  - Ian McLagan, 69, brittisk musiker
  - Nathaniel Branden, 84, kanadensiskfödd amerikansk psykoterapeut och självhjälpsförfattare
  - Jacques Barrot, 77, fransk konservativ politiker, EU-kommissionär med ansvar för flera olika områden
- 2017
  - Carl Axel Petri, 88, svensk jurist, opolitiskt statsråd
  - John B. Anderson, 95, amerikansk politiker, kongressledamot
- 2022
  - Svenne Hedlund, 77, svensk sångare, medlem i Hep Stars och Svenne & Lotta
  - Jim Kolbe, 80, amerikansk republikansk politiker, kongressledamot 1985–2007